# Trilogia Southern Reach
Trilogia Southern Reach (în engleză: Southern Reach Trilogy) (altă denumire: Trilogia Divizia Sudică) este o serie de romane SF ale scriitorului american Jeff VanderMeer publicate pentru prima dată în anul 2014 — Anihilare, Autoritate și Acceptare. Trilogia își ia numele de la agenția secretă care este esențială în intriga trilogiei. În 2013, Paramount Pictures a cumpărat drepturile de ecranizare ale seriei și a produs o adaptare cinematografică a primului roman, cu Alex Garland ca scenarist și regizor. Filmul a fost lansat în 2018.

## Privire generală
| Nr. | Titlul original | Titlul în română | ISBN original      | ISBN ro                | Data publicării | În română | Ecranizare |
| --- | --------------- | ---------------- | ------------------ | ---------------------- | --------------- | --------- | ---------- |
| 1   | Annihilation    | Anihilare        | ISBN 0-374-10409-3 | ISBN 978-606-719-052-6 | febr. 2014      | 2014      | 2018       |
| 2   | Authority       | Autoritate       | ISBN 0-374-10410-7 | ISBN 978-606-719-193-6 | 6 mai 2014      | 2015      | -          |
| 3   | Acceptare       | Acceptare        | ISBN 0-374-10411-5 | ISBN 978-606-719-653-5 | 2 sept. 2014    | 2016      | -          |

## „Aria X”
În serie, Southern Reach (Divizia Sudică) este o agenție secretă care conduce expedițiile într-o zonă cunoscută sub numele de Aria X. Zona este o secțiune nelocuită și abandonată din Statele Unite, pe care natura o recuperează treptat. Este cadrul principal din Anihilare.

## Influențe

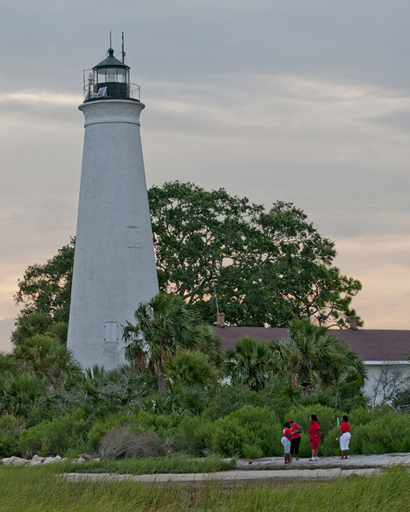
Farul din St. Marks National Wildlife Refuge

VanderMeer a spus că principala sa inspirație pentru Aria X a fost o plimbare prin St. Marks National Wildlife Refuge. Totuși, el a mai spus că visele l-au inspirat să scrie unele elemente, ca de exemplu turnul din Anihilare. În plus, VanderMeer a citat o serie de cărți care au avut o influență asupra trilogiei Southern Reach, precum The Other Side of the Mountain de Michel Bernanos⁠(d).

## Publicare
Trilogia a fost lansată într-o succesiune rapidă pe o perioadă de 8 luni, în ceea ce a fost numit o „strategie inovatoare inspirată de Netflix”. Strategia a făcut ca a doua și a treia carte a trilogiei să ajungă pe lista celor mai bine vândute cărți realizată de New York Times și l-a transformat pe VanderMeer în „unul dintre cei mai anticipatori autori ai deceniului”.

## Recepție
Seria a avut parte de recenzii pozitive din partea criticilor. Revista Slate a catalogat trilogia ca una „fără compromisuri, cea mai plină de satisfacții, serie a genului”, în timp ce autorul Stephen King a caracterizat-o „înfiorătoare și fascinantă”. The New York Times, despre Acceptare, a spus că „VanderMeer a creat o lume captivantă și minunat realizată” și că trilogia în ansamblu reprezintă o „plăcere adevărată de lectură”. Anihilare a câștigat premiile Nebula și Shirley Jackson pentru cel mai bun roman. Întreaga trilogie a fost, de asemenea, finalistă pentru premiul World Fantasy  și pentru Kurd-Laßwitz-Preis⁠(d) din 2016.

## Adaptare
Primul roman, Anihilare, a fost adaptat într-un film omonim de regizorul Alex Garland, cu Natalie Portman, Gina Rodriguez, Tessa Thompson, Jennifer Jason Leigh și Oscar Isaac în rolurile principale. A fost lansat la 23 februarie 2018.